# Élections législatives de 1885 dans le Finistère
Les élections législatives dans le Finistère ont lieu les dimanche 4 octobre 1885 et 18 octobre 1885. Elles ont pour but d'élire les députés représentant le département à la Chambre des députés pour un mandat de quatre années.

## Députés sortants
| Députés | Députés                 | Parti                                  | Fonctions lors de l'élection en 1885                                                                                             |
| ------- | ----------------------- | -------------------------------------- | --- |
|         | Armand Rousseau         | Union démocratique                     | Président du Conseil général, conseiller général de Brest-2. Sous-secrétaire d'État du Gouvernement Henri Brisson (1). Ingénieur |
|         | Ernest Camescasse       | Union démocratique                     | Préfet. |
|         | Louis Hémon             | Union démocratique                     | Avocat. |
|         | Georges Arnoult         | Gauche républicaine (ex Centre gauche) | Conseiller général du Pont-l'Abbé. Propriétaire agricole.                                                                        |
|         | Hippolyte Caurant       | Union démocratique                     | Conseiller général du Faou. Secrétaire général de préfecture.                                                                    |
|         | Léonard Corentin-Guyho  | Union démocratique                     | Avocat aux conseils. |
|         | Joseph Guéguen          | app Union démocratique                 | Conseiller général de Châteauneuf-du-Faou. Greffier.                                                                             |
|         | Charles-Émile Freppel   | Royaliste                              | Évêque d'Angers. |
|         | François-Marie Villiers | Royaliste                              | Conseiller général de Daoulas. Officier, Propriétaire agricole.                                                                  |
|         | Émile de Kermenguy      | Royaliste                              | Conseiller général de Plouzévédé. Propriétaire agricole.                                                                         |

## Mode de scrutin
Les précédentes élections se sont déroulées selon un scrutin d'arrondissement, soit un mode uninominal majoritaire à deux tours.
La Loi du 16 juin 1885 modifie le mode d'élection, passant au scrutin majoritaire plurinominal à deux tours.
Les députés sont élus dans une même circonscription qui correspond au Département. Le Finistère garde ses dix députés.
Pour être élu dès le premier tour, il faut :
1. Dépasser la majorité absolue ;
2. Réunir un nombre de suffrages égal au quart des électeurs inscrits dans la circonscription (article 5).

Au deuxième tour, la majorité relative suffit.

## Listes candidates
| N° | Candidats | Candidats                | Parti                                  | Principales fonctions |
| -- | --------- | ------------------------ | -------------------------------------- | --- |
| 01 |           | Armand Rousseau *        | Gauche républicaine                    | Président du Conseil général, conseiller général de Brest-2. Sous-secrétaire d'État du Gouvernement Henri Brisson (1). Ingénieur |
| 02 |           | Ernest Camescasse *      | Gauche républicaine                    | Préfet. |
| 03 |           | Louis Hémon *            | Union démocratique                     | Avocat. |
| 04 |           | Georges Arnoult *        | Gauche républicaine (ex Centre gauche) | Conseiller général du Pont-l'Abbé. Propriétaire agricole.                                                                        |
| 05 |           | Hippolyte Caurant *      | Union républicaine (ex Centre gauche)  | Conseiller général du Faou. Secrétaire général de préfecture.                                                                    |
| 06 |           | Léonard Corentin-Guyho * | Gauche républicaine (ex Centre gauche) | Avocat aux conseils. |
| 07 |           | Joseph Guéguen *         | Gauche républicaine                    | Conseiller général de Châteauneuf-du-Faou. Greffier.                                                                             |
| 08 |           | Amédée Belhommet         | Gauche républicaine                    | Maire de Landerneau. Industriel                                                                                                  |
| 09 |           | Jean-Marie Clech         | Union républicaine                     | Maire et conseiller général de Lanmeur. Médecin                                                                                  |
| 10 |           | Jules Glaizot            | Gauche républicaine                    | Négociant |

| N° | Candidats | Candidats                  | Parti     | Principales fonctions                                                                              |
| -- | --------- | -------------------------- | --------- | -------------------------------------------------------------------------------------------------- |
| 01 |           | Charles-Émile Freppel *    | Royaliste | Évêque d'Angers.                                                                                   |
| 02 |           | Émile de Kermenguy *       | Royaliste | Conseiller général de Plouzévédé, maire de Cléder. Propriétaire agricole.                          |
| 03 |           | Joseph Boucher             | Royaliste | Conseiller général de Landerneau. Notaire.                                                         |
| 04 |           | Jean Chevillotte           | Royaliste | Ancien conseiller municipal de Brest. Président de la Chambre de commerce de Brest. Armateur.      |
| 05 |           | Louis de Kersauson         | Royaliste | Ancien conseiller général de Lanmeur. Officier, Propriétaire agricole.                             |
| 06 |           | Henri de Legge             | Royaliste | Ancien député, conseiller général de Pleyben et maire de Gouézec. Officier, Propriétaire agricole. |
| 07 |           | Léon Lorois                | Royaliste | Conseiller général de Quimperlé. Consul, Propriétaire agricole.                                    |
| 08 |           | Étienne Roussin            | Royaliste | Ancien conseiller général de Fouesnant, maire de Plomelin. Ingénieur.                              |
| 09 |           | Gaston Conen de Saint-Luc  | Royaliste | Conseiller général de Plogastel-Saint-Germain. Propriétaire agricole.                              |
| 10 |           | Paul de Saisy de Kerampuil | Royaliste | Conseiller général de Carhaix, maire de Plouguer. Officier.                                        |

## Résultats
|                | Louis de Kersauson         | Royaliste                | 61 604  | 50,61  |  |  |  |  |
|                | Charles-Émile Freppel *    | Royaliste                | 61 551  | 50,56  |  |  |  |  |
|                | Émile de Kermenguy *       | Royaliste                | 61 507  | 50,53  |  |  |  |  |
|                | Gaston Conen de Saint-Luc  | Royaliste                | 61 465  | 50,49  |  |  |  |  |
|                | Jean Chevillotte           | Royaliste                | 61 440  | 50,47  |  |  |  |  |
|                | Étienne Roussin            | Royaliste                | 61 387  | 50,43  |  |  |  |  |
|                | Henri de Legge             | Royaliste                | 61 362  | 50,41  |  |  |  |  |
|                | Joseph Boucher             | Royaliste                | 61 303  | 50,36  |  |  |  |  |
|                | Paul de Saisy de Kerampuil | Royaliste                | 61 252  | 50,32  |  |  |  |  |
|                | Léon Lorois                | Royaliste                | 60 932  | 50,06  |  |  |  |  |
|                |                            |                          |         |        |  |  |  |  |
|                | Joseph Guéguen *           | Gauche républicaine      | 57 158  | 46,96  |  |  |  |  |
|                | Jean-Marie Clech           | Union républicaine       | 57 155  | 46,95  |  |  |  |  |
|                | Jules Glaizot              | Gauche républicaine      | 57 125  | 46,93  |  |  |  |  |
|                | Armand Rousseau *          | Gauche républicaine      | 57 098  | 46,91  |  |  |  |  |
|                | Georges Arnoult *          | Gauche républicaine      | 57 096  | 46,90  |  |  |  |  |
|                | Louis Hémon *              | Gauche républicaine      | 57 053  | 46,87  |  |  |  |  |
|                | Hippolyte Caurant *        | Union républicaine       | 56 980  | 46,81  |  |  |  |  |
|                | Amédée Belhommet           | Gauche républicaine      | 56 221  | 46,19  |  |  |  |  |
|                | Ernest Camescasse *        | Gauche républicaine      | 55 590  | 45,67  |  |  |  |  |
|                | Léonard Corentin-Guyho *   | Gauche républicaine      | 55 393  | 45,51  |  |  |  |  |
|                |                            |                          |         |        |  |  |  |  |
|                | James de Kerjégu           | Républicain conservateur | 2 803   | 2,30   |  |  |  |  |
|                | Joseph de Gasté            | Républicain conservateur | 2 611   | 2,15   |  |  |  |  |
|                |                            |                          |         |        |  |  |  |  |
|                | Mr Chassaniol              | Radical-socialiste       | 2 111   | 1,60   |  |  |  |  |
|                |                            |                          |         |        |  |  |  |  |
| Inscrits       | Inscrits                   | Inscrits                 | 167 617 | 100,00 |  |  |  |  |
| Votants        | Votants                    | Votants                  | 121 966 | 72,77  |  |  |  |  |
| Abstention     | Abstention                 | Abstention               | 45 651  | 27,23  |  |  |  |  |
| Blancs et nuls | Blancs et nuls             | Blancs et nuls           | 237     | 0,19   |  |  |  |  |
| Exprimés       | Exprimés                   | Exprimés                 | 121 729 | 99,81  |  |  |  |  |

## Députés élus
| Députés | Députés                    | Parti     | Fonctions lors de l'élection en 1885                                                               |
| ------- | -------------------------- | --------- | -------------------------------------------------------------------------------------------------- |
|         | Louis de Kersauson         | Royaliste | Ancien conseiller général de Lanmeur. Officier, Propriétaire agricole.                             |
|         | Charles-Émile Freppel *    | Royaliste | Évêque d'Angers.                                                                                   |
|         | Émile de Kermenguy *       | Royaliste | Conseiller général de Plouzévédé, maire de Cléder. Propriétaire agricole.                          |
|         | Gaston Conen de Saint-Luc  | Royaliste | Conseiller général de Plogastel-Saint-Germain. Propriétaire agricole.                              |
|         | Jean Chevillotte           | Royaliste | Ancien conseiller municipal de Brest. Président de la Chambre de commerce de Brest. Armateur.      |
|         | Étienne Roussin            | Royaliste | Ancien conseiller général de Fouesnant, maire de Plomelin. Ingénieur.                              |
|         | Henri de Legge             | Royaliste | Ancien député, conseiller général de Pleyben et maire de Gouézec. Officier, Propriétaire agricole. |
|         | Joseph Boucher             | Royaliste | Conseiller général de Landerneau. Notaire.                                                         |
|         | Paul de Saisy de Kerampuil | Royaliste | Conseiller général de Carhaix, maire de Plouguer. Officier.                                        |
|         | Léon Lorois                | Royaliste | Conseiller général de Quimperlé. Consul, Propriétaire agricole.                                    |